# Contern
Contern (en luxembourgeois : Conter) est une localité luxembourgeoise et le chef-lieu de la commune portant le même nom située dans le canton de Luxembourg.

## Géographie

### Localisation
|            | Sandweiler Schuttrange | Lenningen    |
| Hesperange | Contern                |              |
|            | Weiler-la-Tour Dalheim | Waldbredimus |

### Sections de la commune
- Contern (siège)
- Medingen
- Moutfort
- Oetrange

### Voies de communication et transports
La commune est reliée au réseau ferroviaire par la ligne 3, de Luxembourg à Wasserbillig via les gares de Sandweiler - Contern et de Oetrange.
Elle est reliée au réseau routier national par les routes nationales N2 et N28 et plusieurs chemins repris.
La commune est desservie par le Régime général des transports routiers (RGTR). En outre, elle opère un service « City-Bus » sur réservation, le « Conti Bus ».

## Histoire
C'est dans une charte de l'an 879 que nous trouvons pour la première fois le nom de Contern. La première mention officielle de Contern figure dans une bulle du pape Honoré II en 1128. Il ne fait pourtant aucun doute que le passé de Contern, nom d'origine celtique, remonte à un lointain passé pré-romain.
Au contraire des restes celtiques, relativement rares, les vestiges d'origine romaine nous révèlent l'importance que revêtait Contern durant cette période. C'est ainsi que l'on a retrouvé les restes d'un temple romain et de plusieurs villas ainsi que d'un aqueduc, qui passait par le centre actuel du village.
Au Moyen Âge Contern n'échappe pas à l'influence de la chevalerie et du christianisme. À la fin du XIIIe siècle, c'était une paroisse qui avait un château sur son territoire. Seule l'église témoigne encore aujourd'hui de cette période. Fière d'un passé riche et prestigieux la commune de Contern n'en oublie pas pour autant les défis du XXe siècle. Simple commune paysanne en 1945, la commune de Contern comprend les villages de Contern, Moutfort, Medingen et Oetrange.

## Population et société

### Démographie
L'évolution du nombre d'habitants est connue à travers les recensements de la population effectués dans le pays depuis 1821. Les recensements décennaux de la population permettent de caler les chiffres sur la composition de la population par sexe, âge, nationalité et commune de résidence. Entre deux recensements, la population au 1er janvier de l’année {\displaystyle x} est évaluée en ajoutant à la population au 1er janvier de l’année {\displaystyle x-1} les soldes naturel (naissances {\displaystyle -} décès) et migratoire (arrivées {\displaystyle -} départs) de l'année. La même méthode est appliquée pour la répartition par âge au 1er janvier et les effectifs totaux par nationalité. Depuis le 1er septembre 2023, le Luxembourg dénombre 100 communes.
Au 1er janvier 2024, la commune comptait 4 513 habitants.
| 1821 | 1851  | 1871  | 1880  | 1890  | 1900  | 1910  | 1922  | 1930  |
| ---- | ----- | ----- | ----- | ----- | ----- | ----- | ----- | ----- |
| 793  | 1 404 | 1 249 | 1 216 | 1 176 | 1 098 | 1 097 | 1 162 | 1 199 |

| 1935  | 1947  | 1960  | 1970  | 1978  | 1979  | 1981  | 1983  | 1984  |
| ----- | ----- | ----- | ----- | ----- | ----- | ----- | ----- | ----- |
| 1 153 | 1 236 | 1 181 | 1 639 | 2 102 | 2 147 | 2 203 | 2 270 | 2 360 |

| 1985  | 1986  | 1987  | 1988  | 1989  | 1990  | 1991  | 1992  | 1993  |
| ----- | ----- | ----- | ----- | ----- | ----- | ----- | ----- | ----- |
| 2 370 | 2 390 | 2 430 | 2 472 | 2 544 | 2 641 | 2 568 | 2 612 | 2 619 |

| 1994  | 1995  | 1996  | 1997  | 1998  | 1999  | 2000  | 2001  | 2002  |
| ----- | ----- | ----- | ----- | ----- | ----- | ----- | ----- | ----- |
| 2 683 | 2 764 | 2 829 | 2 900 | 2 965 | 3 017 | 3 094 | 3 082 | 3 073 |

| 2003  | 2004  | 2005  | 2006  | 2007  | 2008  | 2009  | 2010  | 2011  |
| ----- | ----- | ----- | ----- | ----- | ----- | ----- | ----- | ----- |
| 3 119 | 3 138 | 3 155 | 3 171 | 3 194 | 3 231 | 3 343 | 3 483 | 3 419 |

| 2012  | 2013  | 2014  | 2015  | 2016  | 2017  | 2018  | 2019  | 2020  |
| ----- | ----- | ----- | ----- | ----- | ----- | ----- | ----- | ----- |
| 3 497 | 3 517 | 3 517 | 3 496 | 3 511 | 3 736 | 3 816 | 3 865 | 3 939 |

| 2021  | 2022  | 2023  | 2024  | - | - | - | - | - |
| ----- | ----- | ----- | ----- | - | - | - | - | - |
| 3 968 | 4 177 | 4 374 | 4 513 | - | - | - | - | - |

Pour des raisons techniques, il est temporairement impossible d'afficher le graphique qui aurait dû être présenté ici.

## Culture locale et patrimoine

### Lieux et monuments

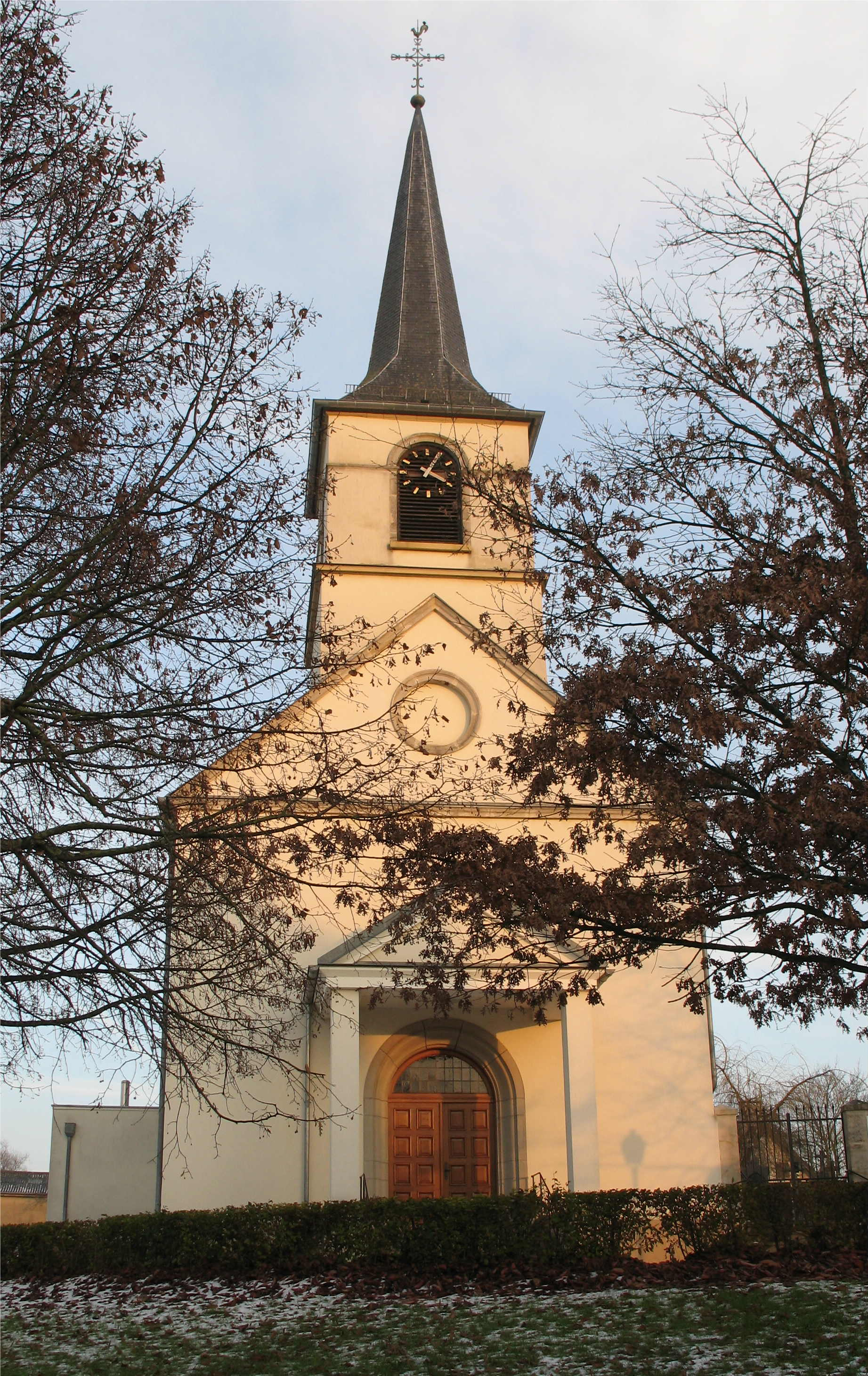
L'église Sainte-Walburge.

- l'église Sainte-Walburge ;
- le Festival de la BD.

### Héraldique, logotype et devise
| Blason de Contern | Blason  | D'argent à la fasce ondée de gueules chargée de trois trangles également ondées d'or, ladite fasce accompagnée en chef d'une croix ancrée de gueules, en pointe d'une coquille de sable. |
| Blason de Contern | Détails | La commune de Contern a eu ses armoiries le 26 juillet 1982. Ce sont des armoiries en forme de bouclier divisé en trois parties, une pour chaque village de la municipalité. - La partie supérieure montre une croix dérivée des armoiries des seigneurs de Larochette qui étaient propriétaires de Contern de 1534 à 1731. - Les barres proviennent des armoiries de la famille Grandpré, seigneurs de Roussy, qui étaient les propriétaires des villages de Moutfort, Medingen et Pleitrange. Les barres ondulent pour représenter la rivière Syre qui traverse la commune. - La partie basse montre une coquille dérivée des armoiries de la famille de Metternich à laquelle appartenait Oetrange. |